# Petronila
Petronila város az USA Texas államában, Nueces megyében. Lakosainak száma 89 fő (2020. április 1.).

## Népesség
A település népességének változása:

| 2010 | 113 |
| 2020 | 89  |